# Cookies and cream
Cookies and cream (или cookies 'n cream) — разновидность мороженого, молочного коктейля и других десертов, в состав которых входит шоколадное печенье-сэндвич. Самый популярный вариант содержит измельчённое вручную или предварительно раскрошенное печенье Nabisco Oreo по лицензионному соглашению или измельчённое печенье другого бренда. Также десерт продаётся под собственной торговой маркой. Печенье и мороженое обычно смешивают с раскрошенным шоколадным печеньем-сэндвичем в ванильном мороженом, хотя существуют варианты с шоколадным, кофейным или мятным мороженым.

## История
Существуют конкурирующие версии о том, кто первым придумал и начал продавать печенье и сливочное мороженое.
- Малкольм Стого, консультант по мороженому, утверждал, что создал вкус в 1976[1], 1977[2] или 1978 году[3].
- Университет штата Южная Дакота утверждает, что этот вкус был изобретён на молочном заводе университета в 1979 году менеджером завода Ширли Сисом и студентами Джо Лидомом и Джо Ван Триком[4].
- В пресс-релизе 2005 года компания Blue Bell Creameries заявила, что в 1980 году стала первой компанией, начавшей массовое производство десерта Cookies and cream[5]. В 2006 году газета The New York Times сообщила, что Blue Bell «не претендует на то, что изобрела его, но, безусловно, является первооткрывателем этого вкуса»[6]. Но по состоянию на 2020 год на сайте компании было написано: «Мы первыми создали этот инновационный вкус» (англ. «We were first to create this innovative flavor»)[7]. В 1981 году компания Blue Bell Creameries подала заявку на регистрацию торговой марки «Cookies 'n Cream»[8].
- Джон Харрисон, официальный дегустатор мороженого Dreyer's/Edy's, утверждает, что он первым изобрёл его для компании в 1982 году[9][10].
- Другой претендент — Стив Херрелл из Массачусетса, владелец компании Herrell's Ice Cream[11].
- Ещё один претендент — United Dairy Farmers: «Один из наших самых первых вкусов в то время был сумасшедшей идеей... Что, если мы смешаем ванильное мороженое по нашему специальному рецепту с печеньем Oreo? И мы, руководствуясь этой идеей, представили домашнее фирменное печенье с кремом, которое было первым в своём роде [так в оригинале] и мгновенно стало классикой» (англ. «One of our very first flavors was a crazy idea at the time... What if we mixed our special recipe vanilla ice cream with Oreo cookies? And with that idea, we introduced Homemade Brand Cookies 'N Cream which was the first of it's [sic] kind and became an instant classic»).

В 1983 году десерт Cookies and cream вошёл в пятёрку самых продаваемых сортов мороженого.